# Liste der Museen in Emden
Die Liste der Museen in Emden führt die Museen in Emden auf, die unter anderem Kunst, Schifffahrt und Heimatgeschichte zum Gegenstand haben.
Liste
| Bezeichnung                       | Ortsteil    | Beschreibung                                                  | Bild                         |
| --------------------------------- | ----------- | ------------------------------------------------------------- | ---------------------------- |
| Ostfriesisches Landesmuseum Emden | Innenstadt  |                                                               | Ostfriesisches Landesmuseum  |
| Kunsthalle in Emden               | Innenstadt  | 1986 von Henri Nannen gestiftet                               | Kunsthalle                   |
| Bunkermuseum Emden                | Innenstadt  | 1996 eröffnet, 26 Räume mit Exponaten                         | Bunkermuseum                 |
| Dat Otto Huus                     | Innenstadt  | Das Museum wurde am 1. August 1987 von Otto Waalkes eröffnet. | Dat Otto Huus                |
| Feuerschiff Amrumbank             | Emder Hafen |                                                               | Feuerschiff Amrumbank        |
| Georg Breusing (Schiff)           | Emder Hafen |                                                               | Museumsschiff Georg Breusing |